# ايساو دوباشي
ايساو دوباشي (باليابانية: 土橋 功) (مواليد 11 أبريل 1957)، هو لاعب كرة قدم سابق كان يلعب كلاعب وسط.